# Akiba's Trip
Akiba's Trip è un videogioco d'avventura del 2011 ambientato nel quartiere di Akihabara a Tokyo. Pubblicato in Giappone per PlayStation Portable, ne è uscita nel 2012 un'edizione rinnovata – sempre nel solo Giappone – intitolata Akiba's Trip Plus. Il sequel, Akiba's Trip: Undead & Undressed, è approdato anche al mercato occidentale. Un adattamento anime, prodotto da Gonzo col titolo Akiba's Trip: The Animation e acquistato in Italia da Dynit, è stato trasmesso tra il 4 gennaio e il 29 marzo 2017.

## Trama
A Tokyo, nel quartiere di Akihabara, compaiono degli esseri misteriosi, i "Buggati", che tendono a possedere le persone che lo frequentano e mirano al dominio dell'intero quartiere e in seguito di tutto il Paese. Alcuni di essi, però, si oppongono agli invasori, riuniti nell'organizzazione criminale "Metrochika", e li combattono con l'unico modo possibile per sconfiggere un Buggato: svestirli completamente. Le vicende si concentrano su un gruppetto di ragazzi: Matome Mayonaka, una Buggata di livello superiore in lotta contro i suoi simili invasori, Tamotsu Denkigai, un otaku umano trasformato in Buggato da Matome per salvargli la vita, Niwaka, la sua allegra sorellina, e Arisa Ahokainen, un'otaku finlandese dotata di forza erculea. Insieme, affrontando incredibili avversità e con l'aiuto di improbabili alleati, lottano per difendere Akihabara dagli attacchi di queste minacciose creature.

## Personaggi

### Personaggi principali
Tamotsu Denkigai (伝木凱 タモツ?, Denkigai Tamotsu)
Doppiato da: Haruki Ishiya
Tamotsu Denkigai è un ragazzo otaku incallito che frequenta molto spesso il quartiere di Akihabara a Tokyo. Un giorno, mentre è in giro per il quartiere con la sorella minore Niwaka, assiste per caso ad uno scontro tra alcuni Buggati e una ragazza, Matome Mayonaka, e al particolare metodo con cui sconfigge il loro capo, ovvero spogliandola. In seguito si ritrova coinvolto in un'altra lotta quando i Buggati assaltano il bar in cui era entrata Niwaka, e poco dopo viene ferito a morte dagli aggressori. Tuttavia viene trasformato egli stesso da Matome in un Buggato suo famiglio, ottenendo un incremento della velocità e resistenza fisica e, soprattutto, la formidabile capacità di svestire al volo le persone Buggate. In questo suo nuovo stato le pupille degli occhi sono passate dal marrone al rosso tipico dei Buggati mentre parte dei capelli si è notevolmente schiarita. Una volta constatato di non potere uscire da Akihabara e di non potersi svestire egli stesso nemmeno per fare la doccia col tempo si adegua al suo nuovo ruolo cercando di contrattaccare ogni volta che i Buggati malvagi attaccano le persone. È lui stesso a chiamare il nuovo gruppo di vigilanza di Matome "Denma" unendo le prime lettere del proprio cognome e di quello della ragazza.
È un bravo ragazzo con buoni propositi, ma tendenzialmente è un autentico sfaticato e un testardo con poca voglia di concludere le cose o di farne una sola invece che tante nello stesso tempo quando si appassiona a qualcosa. Nonostante ciò in certe situazioni dimostra un'enorme forza di volontà nel portare a termine i suoi obiettivi.
È particolarmente appassionato delle action figures della serie televisiva Ranger del Corpo Umano, nonostante non abbiano avuto molto successo, giustificandosi di non voler seguire le solite cose come tutti gli altri.
Matome Mayonaka (万世架 まとめ?, Mayonaka Matome)
Doppiata da: Rie Takahashi
Matome Mayonaka è una "guastifera", cioè una Buggata di livello superiore, e come tale capace di generare altri Buggati. Per farlo esegue un rito chiamato "oltrenatura" rendendo le altre persone suoi famigli. Si trova costretta a farlo su Tamotsu quando questi viene ferito a morte da una Buggata vestita da nekomimi. Dopo assiste stupita alla facilità con cui questi strappa i vestiti di dosso ai Buggati. Dopo questo primo scontro forza Tamotsu ad entrare nel suo comitato di vigilanza per poter meglio difendere il quartiere, ma si vergogna quando questi lo chiama "Denma".
È una ragazza circa della stessa età di Tamotsu, con lunghi capelli rossi e occhi dello stesso colore e il più delle volte indossa una tuta sempre rossa. La parte destra della sua capigliatura è bianca e si illumina quando sfrutta tutte le sue forze nel combattere i suoi nemici. Matome è affezionata ad Akihabara, così come ai propri amici, e si dedica anima e corpo alla sua missione di respingere gli invasori. Si irrita spesso con la leggerezza con cui Tamotsu affronta molte situazioni, ma appare evidente in più occasioni quanto tenga a lui. In seguito, assieme a Niwaka e Arisa, forma il gruppo idol "Manias".
Niwaka Denkigai (伝木凱 にわか?, Denkigai Niwaka)
Doppiata da: Marika Kōno
Niwaka è la sorella minore di Tamotsu. Di carattere allegro e socievole, vuole molto bene a suo fratello, benché non si faccia remora di parlare di quanto sia un perditempo. Salvata in un bar dall'attacco di alcuni Buggati, viene a sapere della lotta contro questi mostri e cosa realmente significhi al di là di quello che è stato riferito dai giornali. Non partecipa al servizio di vigilanza della squadra Denma, ma è pronta a supportare quando e quanto può. In seguito, assieme a Matome e Arisa, forma il gruppo idol "Manias".
Arisa Ahokainen (有紗・アホカイネン?)
Doppiata da: Yuki Nagaku
Arisa Ahokainen è una ragazza finlandese bionda e dotata di una forza inaspettatamente sovrumana e di una grande agilità. Incontra Tamotsu per la prima volta in un negozio quando entrambi afferrano un'action figure ricercata da tutti e due. Riesce ad aggiudicarselo lei molto facilmente, ma essendo un'appassionata della serie Ranger del Corpo Umano stringe amicizia con il protagonista. In seguito entra nel gruppo di vigilanza Denma pur non essendo una Buggata, ma aiuta molto con la sua enorme forza fisica. Più tardi, assieme a Matome e Niwaka, forma il gruppo idol "Manias".
Oltre ad essere sempre informatissima sul mondo degli otaku è molto appassionata anche di cosplay, dato che ne indossa almeno uno al giorno. Come se non bastasse ha ben poco pudore, non vergognandosi di girare con indosso poco o niente e mentre parla ripete spesso come intercalare la parola "Moi" o "Momoi", soprattutto quando esprime la sua gioia verso qualcosa o qualcuno.
Tasujin Ratu (タスジン・ラトゥ?)
Doppiata da: Misaki Kuno
Tasujin Ratu è la dottoressa che, con le sue invenzioni, supporta prima Matome e poi il gruppo Denma, quando si aggregano Tamotsu e Arisa. Il suo nome completo è talmente lungo che tutti preferiscono limitarsi a chiamarla "dottoressa". Nonostante sembri solo una bambina è molto intelligente e in più occasioni le sue creazioni contribuiscono a salvare la situazione. Fino ad alcuni anni prima lavorava in un centro ricerche a Tsukuba, assieme alla collega Denko Busujima, sul problema dei Buggati ad Akihabara finquando il suo docente, il professor Yagyuda, non le consigliò di recarsi sul posto. Nell'episodio, tramite il flashback dove narra parte del suo passato, viene anche fatto intendere che sia più anziana di quanto sia in realtà, ma dato che il flashback non specifica il tempo in cui è ambientato non si sa di quanto.

### Gruppo di vigilanza
Suidobashi (水道橋?)
Doppiata da: Mariko Honda
È una ragazzina a capo del gruppo di vigilanza che garantisce l'ordine ad Akihabara. Veste solitamente con un completo simil-militare e una giacca a vento leggera smanicata rossa. Fa del suo meglio per tranquillizzare la popolazione del quartiere e i visitatori facendo passare i combattimenti tra Buggati per esibizioni o scontri tra cosplayer. Inizia un diverbio contro i Denma perché questi avrebbero "sconfinato" nel territorio della sua squadra di vigilanza. Quando però Arisa le dice che non dovrebbero litigare perché hanno lo stesso obiettivo in comune sembra prendersi una cotta per lei e li lascia passare. Più tardi, quando i Denma si trovano in difficoltà con un gruppo di Buggati comandati da un altro di livello superiore decide di supportarli, pur rimanendo ella stessa nuda quando Tamotsu si trova costretto a indossare i suoi vestiti per non morire evaporando (facendo morire lei stessa di vergogna).
Kozakura (小桜?)
Doppiata da: Yuki Takao
È, assieme a Suidobashi, l'unica femmina del quartetto che vigila per Akihabara. Come i suoi compagni inizialmente è ostile nei confronti dei Denma, non vedendo di buon occhio un altro gruppo di vigilanza sconfinare nel "territorio" della sua squadra, ma in seguito li supporta quando si scontrano con un gruppo di Buggati particolarmente agguerrito, riuscendo a vincere. A differenza di quest'ultima è più alta e ha i capelli lunghi e fucsia.
Shohei (昌平?, Shōhei)
Doppiato da: Kengo Kawanishi
È un componente del gruppo di vigilanza guidato da Suidobashi. Come i suoi compagni inizialmente  è ostile nei confronti dei Denma, non vedendo di buon occhio un altro gruppo di vigilanza sconfinare nel "territorio" della sua squadra, ma in seguito li supporta quando si scontrano con un gruppo di Buggati particolarmente agguerrito, riuscendo a vincere. È magro e porta un ciuffo di capelli castani in cima alla testa.
Hijiri (聖?)
Doppiato da: Shō Tajima
È un componente del gruppo di vigilanza guidato da Suidobashi. Come i suoi compagni inizialmente è ostile nei confronti dei Denma, non vedendo di buon occhio un altro gruppo di vigilanza sconfinare nel "territorio" della sua squadra, ma in seguito li supporta quando si scontrano con un gruppo di Buggati particolarmente agguerrito, riuscendo a vincere. È alto e massiccio e indossa un cappellino militare.

### Metrochika
Fukame Mayonaka (万世架 ふかめ?, Mayonaka Fukame)
Doppiata da: Masumi Asano
Una donna misteriosa e dall'aspetto lugubre che sembra appartenere anch'ella all'organizzazione Metrochika. Mostra sempre un atteggiamento distaccato nei momenti in cui appare ad osservare le azioni dei Metrochika nei confronti dei Denma e non rimane minimamente turbata quando questi vengono sconfitti da Tamotsu. Con l'avanzare della storia si scopre essere la leader dei Buggati oltre che la nonna di Matome e Urame.
Urame Mayonaka (万世架 うらめ?, Mayonaka Urame)
Doppiata da: Rie Takahashi
Urame Mayonaka è la sorella di Matome e quindi nipote di Fukame.

### Altri personaggi
Momo Tsukumo (九十九 百?, Tsukumo Momo)
Doppiata da: Haruko Momoi
Momo Tsukumo è una cameriera freelance che cambia spesso posto di lavoro. È molto popolare ad Akihabara, e la cosa che risalta di più è l'altezza considerevole (intorno ai 2 metri o poco più). Alla sua prima apparizione lavora nel maid cafè "Maidream", e in seguito come fattorina di una pizzeria take-away.
Mashiro Kuga (空閑 真白?, Kuga Mashiro)
Doppiata da: Chinami Hashimoto
Mashiro Kuga è una ragazza carina che gestisce l'"Agenzia per qualsiasi tipo di impiego di Mashiro". Consigliato da Momo, Tamotsu si rivolge a lei nei momenti in cui ha bisogno di guadagnare qualcosa e in fretta e Mashiro glieli indica, pur avvertendolo della sua politica di non assumersi responsabilità per quanto viene comunicato dalle offerte di lavoro inviatele dai negozi del quartiere.
Echigoya
Doppiato da: Tesshō Genda
Quest'uomo colossale è il gestore del negozio di armi "Gun & Military Echigoya". È vestito come un militare con tanto di basco rosso. In un periodo di tempo imprecisato viene trasformato in un Buggato di livello superiore rispetto agli altri e, al comando di una "truppa" di nerobug, cerca di rendere le persone entrate nel suo negozio in suoi sottoposti. Respinge inoltre Tamotsu, entrato per cercare lavoro dietro indicazione di Mashiro, Matome e Arisa con delle speciali pallottole spoglianti. Questi ultimi però ritornano aiutati dal team di vigilanza guidato da Suidobashi. Dopo uno scontro arduo Tamotsu riesce a saltargli addosso e a levargli di dosso i vestiti. A differenza dei nemici precedenti, essendo più forte di loro, perde la vita disperdendosi in una nuvola violacea.
Masuto Niikura (新倉 マスト?, Niikura Masuto)
Doppiato da: Kazuyuki Okitsu
È un fotografo e un cameraman freelance che gira dei servizi in cui descrive agli spettatori che lo seguono i fatti strani che accadono ad Akihabara e la maggior parte delle volte segue la misteriosa e inquietante Futame. Anche se non si conosce la natura esatta della loro collaborazione è evidente che il suo ruolo è quello di distorcere i fatti per quello che realmente sono facendoli sembrare dei semplici disordini di quartiere.
Kage (かげ?)
Doppiato da: Jōji Nakata
Un otaku amico di Tamotsu anch'egli molto informato sulle attività di Akihabara. Fisicamente si presenta come un uomo sui trent'anni molto più simile ad un pupazzo che ad un essere umano.
Chibusa Benikage (紅影 千房?, Benikage Chibusa)
Doppiata da: Chiaki Takahashi
Una famosa ex-idol che ora recluta ragazze per allenarle a questo ruolo. Un giorno ferma per strada Matome, Niwaka e Arisa proponendo loro di diventare idol, ottenendo un immediato consenso. In realtà un giorno la produttrice venne avvicinata da Muramura, il suo "fotografo personale", e trasformata in una Buggata nell'ennesimo folle piano per conquistare Akihabara, questa volta tramite gruppi di idol il più svestite possibile. Quando le ragazze capiscono le sue vere mire di lei e Muramura le attaccano con i loro nerobug, ma compare Tamotsu che sconfigge lei e il fotografo. Una volta tornata in sé racconta alle ragazze che, nonostante fosse controllata dal Buggato, non mentiva sul farle comparire come idol. Così, una volta aver ripetuto loro la sua proposta, diventa ufficialmente la loro produttrice.
Naisu Muramura (ナイス 村々?, Naisu Muramura)
Doppiato da: Bin Shimada
Naisu Muramura è il fotografo personale di Chibusa Benikage che avrebbe il compito di scattare foto alle ragazze che intendono diventare idol. Tuttavia, quando lui e Chibusa reclutano Matome, Niwaka e Arisa fanno fare loro dei servizi spinti e riprendendole in situazioni volutamente piccanti. Ma quando fiutano la direzione verso cui l'"allenamento" le sta portando e tentano di ribellarsi, il fotografo e la sua "principale" si rivelano per quello che realmente sono e le attaccano. Muramura si rivela essere un Buggato di livello superiore, dunque la vera mente di questo piano contorto, e che aveva manipolato Chibusa per tutto il tempo. Quando Tamotsu interviene attacca il falso fotografo e lo sconfigge scaraventandolo nella piscina levandogli al tempo stesso i vestiti.
Denko Busujima (毒島 電子?, Busujima Denko)
Doppiata da: Ayana Taketatsu
Denko Busujima era la collega della dottoressa Tasujin Ratu presso il centro ricerche di Tsukuba e assieme a lei studiava il problema dei Buggati, almeno fino a quando quest'ultima, dietro consiglio del loro insegnante, non si trasferì ad Akihabara per studiare i nemici sul posto. Denko e il professor Yagyuda, invece, progettarono di far costruire una torre comunicazioni simile alla Tokyo Tower in modo da poter manipolare le particolari onde radio emesse dai Buggati, ma nonostante i loro sforzi fu tutto inutile. Disperata per un tale fallimento, un giorno decise di suicidarsi proprio ad Akihabara, ma venne fermata da Fukame, la quale le disse che il suo sogno poteva ancora avverarsi, così la trasformò in una buggata. Tempo dopo Denko costruì la torre di trasmissione, che però emetteva onde bugganti ad altissima frequenza e distruggeva ogni apparecchio elettronico del quartiere. Alla sua prima apparizione, grazie a questo vantaggio, si rivela immediatamente un avversario ostico per i Denma, costringendoli a battere in ritirata, ma essi, dopo aver chiesto consiglio via radio a Yagyuda contrattaccano con successo, riuscendo a sconfiggerla e a distruggere la torre. Dopo essere tornata normale e avere chiesto scusa alla sua collega e ai nostri eroi raggiunge il professor Yagyuda in Brasile per aiutarlo a cercare oro.
Essendo apparentemente coetanea della dottoressa Ratu è probabile che sia più anziana di quanto sembra.
Matsuko (マツコ?)
Doppiata da: Aoi Yūki
È un'abile pro-gamer molto attiva nelle sale da gioco di Akihabara. Le sue capacità sono così fuori dal comune da far sospettare a Matome che sia in realtà una Buggata. Un giorno, mentre Tamotsu sta giocando ad alcuni retrogame si inserisce come nuovo giocatore mentre il nostro eroe sta provando Street Fighter II: The World Warrior, surclassandolo in poche mosse. Quando però Tamotsu se la prende con la console Matsuko replica che coloro che se la prendono con le macchine non solo non sono davvero forti, ma che non lo diventeranno mai. Poco dopo, quando Niwaka viene rapita dalla versione gigante di una macchinetta per catturare i pupazzetti, la pro-gamer appare alle sue spalle dicendogli di aver appena fatto un grande progresso a non aver colpito la macchina, convincendolo così di essere coinvolta nel rapimento di sua sorella. In seguito viene contattato da ignoti e avvisato di essere stato iscritto a un torneo di videogiochi Street Fighter e di arrivare in finale sconfiggendo Matsuko.
Tsutomu Kuroi (黒井 勤?, Kuroi Tsutomu)
Doppiato da: Wataru Takagi
Jiro Nishi (二四 時労?, Nishi Jirō)
Doppiato da: Arthur Lounsbery
Kin Shukudo (祝日 土働?, Shukudo Kin)
Doppiata da: Sayuri Hara
Taiyo Tenkawa (天川 太陽?, Tenkawa Taiyō)
Doppiato da: Wataru Hatano

## Anime
Annunciato il 15 settembre 2016 da DMM Games al Tokyo Game Show 2016 per celebrare il 25º anniversario dello studio Gonzo, un adattamento anime dal titolo Akiba's Trip: The Animation, diretto da Hiroshi Ikehata e scritto sotto la supervisione di Kazuho Hyōdō, è andato in onda dal 4 gennaio al 29 marzo 2017. La sigla d'apertura è Ikken rakuchaku go yōjin (一件落着ゴ用心?), mentre quelle di chiusura sono interpretate da dieci artisti differenti. In Italia gli episodi sono stati trasmessi in streaming in simulcast da Dynit su VVVVID, mentre in altre parti del mondo i diritti sono stati acquistati da Crunchyroll e Funimation.

### Episodi
| Nº | Titolo italiano Giapponese 「Kanji」 - Rōmaji | In onda          | In onda |
| Nº | Titolo italiano Giapponese 「Kanji」 - Rōmaji | Giapponese       |         |
| 1  | Akiba's First Trip 「AKIBA'S FIRST TRIP」 | 4 gennaio 2017   |         |
| 2  | Squadra formata, nome breve Denma 「チーム結成、略して電マ」 - Chīmu kessei, ryaku shite Denma                                                                                                | 11 gennaio 2017  |         |
| 3  | Ecco cosa succede quando si abbocca alla proposta di debuttare come idol 「アイドルデビューできると聞いて、ホイホイついていった結果」 - Aidoru debyū dekiru to kiite, hoihoi tsuiteitta kekka | 18 gennaio 2017  |         |
| 4  | Radioamatori fighters 「無線HAMファイターズ」 - Musen ham faitāzu | 25 gennaio 2017  |         |
| 5  | Nessun margine di sconfitta! 「負ける要素、なし！」 - Makeru yōso, nashi! | 1º febbraio 2017 |         |
| 6  | Pieno di memoria 「メモリがいっぱい」 - Memori ga ippai | 8 febbraio 2017  |         |
| 7  | Se dici che è impossibile, stai mentendo 「無理というのはウソつきの言葉」 - Muri to iu no wa usotsuki no kotoba                                                                               | 15 febbraio 2017 |         |
| 8  | Il grande torneo di arti marziali di Akihabara 「秋葉原大武闘会」 - Akihabara daibutōkai | 22 febbraio 2017 |         |
| 9  | Siamo finiti a duellare in un gioco di carte! 「ゲームのカードで戦ってしまったのですが！」 - Gēmu no kādo de tatakatte shimatta no desu ga!                                                   | 1º marzo 2017    |         |
| 10 | Il piloro si è aperto?! 「幽門開いてしまったのですか？！」 - Yūmon hiraite shimatta no desu ka?!                                                                                              | 8 marzo 2017     |         |
| 11 | Ha inizio il festival estivo di Akiba! 「真夏のアキバフェス開幕！」 - Manatsu no Akiba fesu kaimaku!                                                                                          | 15 marzo 2017    |         |
| 12 | Ma così i denma si sono disgregati! 「電マがバラバラじゃねーか！」 - Denma ga barabara janē ka!                                                                                               | 22 marzo 2017    |         |
| 13 | Akiba's Last Trip 「AKIBA'S LAST TRIP」 | 29 marzo 2017    |         |